# 馬克·艾迪
馬克·伊恩·艾迪（英語：Mark Ian Addy，1964年1月14日—）是一位英格兰男演員。他的英國電視角色包括情景喜劇《细蓝线》（1996年）中的加里·博伊爾探員（DC Gary Boyle）和奇幻劇《亞特蘭蒂斯》（2013-2015年）中的赫丘利。
他在《光豬六壯士》（1997年）中飾演戴夫·豪斯福爾（Dave Horsefall）首次亮相電影，並獲提名英國電影學院獎最佳男配角。他其他較知名的角色包括《石頭族樂園2：賭城萬歲》（2000年）中的弗萊德·弗林史東、CBS情景喜剧《瞧這一家子》（2002-2006年）中的比爾·米勒（Bill Miller）和HBO奇幻劇《權力遊戲》（2011年）中的勞勃·拜拉席恩國王。

## 早年生活
馬克·伊恩·艾迪在1964年1月14日出生於英格兰約克，他的父親伊恩（Ian）從事在約克座堂安裝玻璃的工作。他在約瑟夫朗特里學校接受教育，並由1982年至1984年就讀於皇家戏剧艺术学院。

## 職業生涯

### 電視
1987年，艾迪出演《麗茲舞廳》首次亮相電視，並在次年出演《特殊實習》。他其後的電視作品包括《憔悴潘郎》（1992年）、《金帶》（1995年）、《山區診所》（1995年）、《心跳》（1995-1996年）、《戇豆警局》（1996年）、《薩尼賽德農場》（1997年）、《大太陽》（英語：Too Much Sun）（2000年）、《超市樂翻天》（2011-2013年）和《辛迪加》（2013年）。
他在《瞧這一家子》（2002-2006年）中飾演比爾·米勒（Bill Miller）（用即興的美國口音），並在英國情景喜劇《细蓝线》第二季（1996年）中飾演加里·博伊爾探員（DC Gary Boyle）。他還在2008年初出演ITV1喜劇劇集《愚蠢》和另一部ITV喜劇《單車小隊》（英語：Bike Squad）。
2011年，艾迪在HBO電視劇《權力遊戲》中飾演勞勃·拜拉席恩；根據節目統籌大卫·贝尼奥夫和D·B·魏斯的說法，艾迪的角色試鏡是他們看到最好的，他是最容易為該節目挑選的演員。他由2013年9月28日開始在英國播出的BBC One奇幻電視劇《亞特蘭蒂斯》中飾演其中一個主要角色赫丘利。他還於2016年在BBC電視劇《無間菜鳥》中飾演德里克·桑德斯偵緝警司（DS Derek Sands）。
2018年，他在《異世奇人》劇集“蘭斯庫·阿瓦·克羅斯之戰”中飾演帕特拉基（Paltraki）。2020年，他在電視迷你劇《白屋農場》中飾演主要角色斯坦·瓊斯偵緝警司（DS Stan Jones）。

### 電影
艾迪在《光豬六壯士》（1997年）中飾演主角戴夫·馬福爾（Dave Horsefall），在《天啊！我把傑克變雪人了》（1998年）中飾演麥克·麥克阿瑟（Mac MacArthur），並在《石頭族樂園2：賭城萬歲》（2000年）中飾演弗萊德·弗林史東。2001年，他在《狂野武士》中飾演羅蘭（Roland），並在《來去天堂》中飾演基斯·洛克角色的男管家思科（Cisco）。
2002年，他在《時光凶間》中飾演大衛·菲爾比（David Philby）。他於2004年在成龍和史提夫·庫根主演的《八十日環遊世界》中飾演蒸汽船船長（Steamer Captain），並於2010年在雷利·史考特的電影《俠盜．驕雄》中飾演塔克修士。
2019年，他在電影《唐頓莊園》中飾演貝克韋爾先生（Mr Bakewell）。

### 舞臺
艾迪在2006年倫敦喜劇院的《傻瓜年代》重演中飾演凱文·斯內爾（Kevin Snell），並於2007-08年在皇家國家劇院出演《无事生非》中的道格培里和《前進號》中的哈爾馬爾·約翰森。2011年，他在皇家國家劇院的《賣國賊》中飾演NKVD警官弗拉基米爾（Vladimir）。2016年，他與傑克·奧康奈爾和拉爾夫·利特爾一起在克鲁西布剧院出演理查德·比恩的《絨毛》（英語：The Nap），該戲劇由理查德·威爾遜執導。

## 榮譽
2019年7月20日，艾迪獲約克大學授予榮譽博士學位。

## 作品列表

### 電影
| 年份 | 標題                       | 角色                     | 附註                            |
| ---- | -------------------------- | ------------------------ | ------------------------------- |
| 1990 | 《黑暗浪漫史2》 （英語：Dark Romances Vol. 2） | 山姆·比吉戈巴（Sam Beegeegoba）        | 影片；部分：“Pet Shop of Death” |
| 1996 | 《碰傷的水果》 （英語：Bruised Fruit）  | 安祖（Angel）                 | 短片                            |
| 1997 | 《光豬六壯士》             | 戴夫·豪斯福爾（Dave Horsefall）        |                                 |
| 1998 | 《打烊》 （英語：Closer）        | 漢克（Hank）                 | 短片                            |
| 1998 | 《天啊！我把傑克變雪人了》 | 麥克·麥克阿瑟（Mac MacArthur）        |                                 |
| 1999 | 《最後的黃色》 （英語：The Last Yellow）  | 弗蘭克（Frank）               |                                 |
| 2000 | 《石頭族樂園2：賭城萬歲》  | 弗萊德·弗林史東          |                                 |
| 2000 | 《左右逢緣》 （英語：Married 2 Malcolm）    | 馬爾科姆（Malcolm）             |                                 |
| 2000 | 《婚禮宣佈》 （英語：The Announcement）    | 安迪（Andy）                 |                                 |
| 2001 | 《來去天堂》               | 思科（Cisco）                 |                                 |
| 2001 | 《狂野武士》               | 羅蘭（Roland）                 |                                 |
| 2002 | 《時光凶間》               | 大衛·菲爾比（David Philby）          |                                 |
| 2002 | 《尋愛之旅》               | 羅恩（Ron）                 |                                 |
| 2003 | 《食罪人》                 | 托馬斯·加勒特（Thomas Garrett）        |                                 |
| 2004 | 《八十日環遊世界》         | 蒸汽船船長（Steamer Captain）           |                                 |
| 2010 | 《來生多美好》             | 史密斯偵緝督察（DI Smythe）       |                                 |
| 2010 | 《巴尼正傳》               | 奧赫恩警探（Detective O'Hearne）           |                                 |
| 2010 | 《俠盜．驕雄》             | 塔克修士                 |                                 |
| 2017 | 《謊言》                   | 比利（Billy）                 |                                 |
| 2018 | 《目中已無我》 （英語：The More You Ignore Me）  | 基思（Keith）                 |                                 |
| 2018 | 《別處》 （英語：Elsewhere）        | 特里（Terry）                 | 短片                            |
| 2018 | 《廢土》 （英語：Undercliffe）        | 爸爸                     |                                 |
| 2018 | 《愛·滿人間》              | 叫克萊德的馬（配音）（） |                                 |
| 2019 | 《離家出走》               | 里斯（Reith）                 |                                 |
| 2019 | 《唐頓莊園》               | 貝克韋爾先生（Mr Bakewell）         |                                 |
| 2020 | 《天鵝》 （英語：Swan）        | 伊恩（Ian）                 | 短片                            |
| 2022 | 《失蹤的國王》             | 理查德·巴克利（Richard Buckley）        |                                 |

### 電視
| 年份      | 標題                              | 角色                                | 電視台     | 附註                                      |
| --------- | --------------------------------- | ----------------------------------- | ---------- | ----------------------------------------- |
| 1987      | 《麗茲舞廳》                      | 托尼（Tony）                            | BBC Two    | 主要角色；6集                             |
| 1987      | 《大陸舞廳》 （英語：The Continental）           | 托尼（Tony）                            |            | 電視電影                                  |
| 1988      | 《特殊實習》                      | 馬爾·普倫蒂斯（Mal Prentis）                   | BBC Two    | 2集                                       |
| 1990-1995 | 《舊日火焰》                      | 馬修·霍爾頓（Matthew Holden）／ 弗蘭克·赫奇斯（Frank Hedges） | ITV        | 3集                                       |
| 1992      | 《憔悴潘郎》                      | 下歐頓的本地人（Lower Uncton Local）                  | FOX        | 未記名；3集                               |
| 1994      | 《生死一線間》                    | 警員                                | BBC One    | 單集：“Unknown Soldier”                   |
| 1995      | 《金帶》                          | 謝靈頓探員（DC Sherrington）                      | ITV        | 3集                                       |
| 1995      | 《山區診所》                      | 亞歷克·基特森（Alec Kitson）                   | ITV        | 單集：“A Normal Life”                     |
| 1995      | 《東芬奇利捉鬼敢死隊》 （英語：Ghostbusters of East Finchley） | 紐利探員（DC Newley）                        | BBC Two    | 2集                                       |
| 1995-1996 | 《心跳》                          | 諾曼·格林格拉斯（Norman Greengrass）                 | ITV        | 2集                                       |
| 1996      | 《出乎意料》                      | 羅博（Robbo）                            | BBC One    | 單集：“Episode #2.6”                      |
| 1996      | 《尊重》                          | 喬·卡爾（Joe Carr）                         | ITV        | 電視電影                                  |
| 1996      | 《细蓝线》                        | 加里·博伊爾探員（DC Gary Boyle）                 | BBC One    | 主要角色；7集                             |
| 1997      | 《心臟外科醫生》 （英語：The Heart Surgeon）       | 菲爾·邁克羅夫特（Phil Mycroft）                 | BBC One    | 電視電影                                  |
| 1997      | 《薩尼賽德農場》                  | 肯·薩尼賽德（Ken Sunnyside）                     | BBC Two    | 主要角色；6集                             |
| 1997      | 《寶貝一族》                      | 他自己                              | ABC        | 單集：“The Dog and Pony Show”             |
| 1999      | 《燧石街居民》                    | 安德魯／驢（Andrew / Ass）                      | ITV        | 電視電影                                  |
| 2000      | 《大太陽》 （英語：Too Much Sun）             | 奈傑爾·康威（Nigel Conway）                     | BBC One    | 主要角色；6集                             |
| 2002-2006 | 《瞧這一家子》                    | 比爾·米勒（Bill Miller）                       | CBS        | 主要角色；88集                            |
| 2007      | 《愚蠢》                          | 托尼·巴克（Tony Barker）                       | ITV        | 主要角色；6集                             |
| 2008      | 《單車小隊》 （英語：Bike Squad）           | 約翰·魯克警長（Sergeant John Rook）                   | ITV1       | 電視電影                                  |
| 2009      | 《血色偵程：1983》      | 約翰·皮戈特（John Piggott）                     | Channel 4  | 電視電影                                  |
| 2011      | 《權力遊戲》                      | 勞勃·拜拉席恩國王                   | HBO        | 主要角色；7集（第一季）                   |
| 2011      | 《孤星血淚 2011》                 | 潘波趣先生（Pumblechook）                      | HBO        | 電視迷你劇；主要角色；3集                 |
| 2011-2013 | 《超市樂翻天》                    | 安迪·里士滿（Andy Richmond）                     | Sky1       | 主要角色；27集                            |
| 2013      | 《辛迪加》                        | 艾倫·沃爾特斯（Alan Walters）                   | BBC One    | 主要角色；6集                             |
| 2013-2015 | 《亞特蘭蒂斯》                    | 赫丘利                              | BBC One    | 主要角色；26集                            |
| 2014      | 《勿忘我》                        | 羅布·費爾霍爾姆（Rob Fairholme）                 | BBC One    | 電視迷你劇；主要角色；3集                 |
| 2016      | 《傑里科鎮》                      | 厄爾·班福德（Earl Bamford）                     | ITV        | 2集                                       |
| 2016      | 《無間菜鳥》                      | 德里克·桑德斯偵緝警司（DS Derek Sands）           | BBC One    | 主要角色；7集                             |
| 2016      | 《少女雅辛特》                    | 爹地（Daddy）                            | BBC One    | 電視電影                                  |
| 2017      | 《綠洲》                          | 保羅·哈洛蘭（Paul Halloran）                     | 亞馬遜影片 | 電視電影                                  |
| 2018      | 《異世奇人》                      | 帕特拉基（Paltraki）                        | BBC One    | 單集：“蘭斯庫·阿瓦·克羅斯之戰”            |
| 2019      | 《女神探薇拉》                    | 托尼·布里格斯（Tony Briggs）                   | ITV        | 單集：“Cuckoo”                            |
| 2020      | 《白屋農場》                      | 斯坦·瓊斯偵緝警司（DS Stan Jones）               | ITV        | 電視迷你劇；主要角色；6集                 |
| 2020      | 《碌碌人生》                      | 喬什·錢伯斯（Josh Chambers）                     | BBC One    | 單集：“Man of Steel”                      |
| 2020      | 《毒殺風暴》                      | 羅斯·卡西迪（Ross Cassidy）                     | BBC One    | 電視迷你劇；3集；“Episode #1.3”一集未記名 |
| 2020      | 《都市傳說》                      | 老萊斯（Older Les）                          | Sky Arts   | 單集：“Les Dawson's Parisienne Adventure” |
| 2020      | 《加里軼事》                      | 萊斯·芬威克（Les Fenwick）                     | BBC One    | 單集：“Christmas Special”                 |
| 2021      | 《糖果屋：逃離之後》 （英語：Hansel & Gretel: After Ever After）   | 恩格爾伯特（Englebert）                      | Sky Max    | 電視電影                                  |
| 2022      | 《失魂舍伍德》                    | 羅恩·聖克萊爾（Ron St Clair）                   | BBC One    | 3集                                       |

### 舞臺
| 年份 | 標題                                      | 角色                  | 會場                 |
| ---- | ----------------------------------------- | --------------------- | -------------------- |
| 2010 | 《英國國家劇院現場：倫敦保證》  | 鄉紳馬克斯·哈卡威（Squire Max Harkaway） | 英國國家劇院現場     |
| 2011 | 《英國國家劇院現場：賣國賊》    | 弗拉基米爾（Vladimir）        | 英國國家劇院現場     |
| 2016 | 《絨毛》 （英語：The Nap）                       | 鮑比·斯派克（Bobby Spokes）       | 谢菲尔德克鲁西布剧院 |
| 2019 | 《劊子手》                                | 哈里·韋德（）         | 纽约大西洋劇院       |
| 2020 | 《劊子手》                                | 哈里·韋德（）         | 纽约黃金劇院         |

### 電子遊戲
| 年份 | 標題                       | 角色                | 附註     |
| ---- | -------------------------- | ------------------- | -------- |
| 2018 | 《魔獸世界：決戰艾澤拉斯》 | 戴林·普羅德摩爾（Daelin Proudmoore） | 配音     |
| 2020 | 《騎士精神2》              | 旁白                | 僅預告片 |

## 獲獎和提名
| 年份 | 獎項           | 類別                                    | 提名作品       | 結果 |
| ---- | -------------- | --------------------------------------- | -------------- | ---- |
| 1998 | 美國演員工會獎 | 最佳電影整體演出                        | 《光豬六壯士》 | 獲獎 |
| 1998 | 卫星奖         | 最佳電影男配角——喜劇或音樂劇 （英語：Satellite Award for Best Supporting Actor – Motion Picture） | 《光豬六壯士》 | 提名 |
| 1998 | 英国电影学院奖 | 最佳男配角                              | 《光豬六壯士》 | 提名 |
| 2012 | 美國演員工會獎 | 最佳劇情類劇集整體演出                  | 《權力遊戲》   | 提名 |

## 外部連結
- 馬克·艾迪在互联网电影资料库（IMDb）上的資料（英文）